# Intel 8031
Intel 8031 är en mikrokontroller från Intel som enkelt kan beskrivas som en nerbantad Intel 8051 utan ROM-minne.